# Amorphophallus longicomus
Amorphophallus longicomus är en kallaväxtart som beskrevs av Wilbert Leonard Anna Hetterscheid och Serebryanyi. Amorphophallus longicomus ingår i släktet Amorphophallus och familjen kallaväxter. Inga underarter finns listade.